# Campionat del Món d'esgrima de 1959
El Campionat del Món d'esgrima de 1959 fou la quinzena edició del Campionat del Món d'esgrima. Es va disputar a Budapest, Hongria.

## Resultats

### Resultats masculins
| Proves            | Or | Plata | Bronze                                                                                                  |
| Floret individual | Allan Jay | Claude Netter                                                                                                   | Mark Midler                                                                                             |
| Floret per equips | Unió SovièticaMark Midler · Yuriy Rudov · Yuriy Sisikin · German Sveshnikov · Viktor Zhdanovich                    | RFAJürgen Brecht · Timothäus Gerresheim · Dieter Schmitt · Jürgen Theuerkauff · Manfred Urschel                 | HongriaFerenc Czvikovszky · Mihály Fülöp · József Gyuricza · Jenő Kamuti · Kázmér Pacséri · Csaba Pap   |
| Espasa individual | Bruno Habārovs | Allan Jay | Giuseppe Delfino                                                                                        |
| Espasa per equips | HongriaÁrpád Bárány · Tamás Gábor · István Kausz · József Sákovics                                                 | Unió SovièticaArnold Chernushevich · Valentin Tchernikov · Bruno Habārovs · Vitaly Chodosovski · Guram Kostava  | FrançaClaude Bourquard · Claude Brodin · Jacques Guittet · Gérard Lefranc · René Queyroux               |
| Sabre individual  | Rudolf Kárpáti | Tamás Mendelényi                                                                                                | Jerzy Pawłowski                                                                                         |
| Sabre per equips  | PolòniaEmil Ochyra · Jerzy Pawłowski · Andrzej Piątkowski · Włodzimierz Wójcicki · Wojciech Zabłocki · Ryszard Zub | HongriaGábor Delneky · Aladár Gerevich · Zoltán Horváth · Rudolf Kárpáti · Tamás Mendelényi · József Szerencsés | Unió SovièticaYevgeniy Cherepovski · Lev Kouznetsov · Umyar Mavlikhanov · Yakov Rylskiy · David Tyshler |

### Resultats femenins
| Proves            | Or | Plata | Bronze                                                                       |
| Floret individual | Ėmma Efimova | Galina Gorochova                                                                                             | Tatyana Petrenko                                                             |
| Floret per equips | HongriaKatalin Juhász-Nagy · Magdolna Nyári-Kovács · Ildikó Rejtő · Lídia Dömölky-Sákovics · Györgyi Marvalics-Székely | Unió SovièticaGalina Gorochova · Ėmma Efimova · Tatyana Petrenko · Valentina Prudskova · Aleksandra Zabelina | RFAHelmi Höhle · Helga Volz-Mees · Heidi Schmid · Rosemarie Weiß-Scherberger |

## Medaller
| Posició | País           | Or | Plata | Bronze | Total |
| 1       | Unió Soviètica | 3  | 3     | 3      | 9     |
| 2       | Hongria        | 3  | 2     | 1      | 6     |
| 3       | Regne Unit     | 1  | 1     | 0      | 2     |
| 4       | Polònia        | 1  | 0     | 1      | 2     |
| 5       | França         | 0  | 1     | 1      | 2     |
| 6       | RFA            | 0  | 1     | 1      | 2     |
| 7       | Itàlia         | 0  | 0     | 1      | 1     |